# Stazione di Ivrea
Stazione di Ivrea vasútállomás Olaszországban, Ivrea településen.

## Vasútvonalak
Az állomást az alábbi vasútvonalak érintik:
- Chivasso-Ivrea-Aosta-vasútvonal

## Kapcsolódó állomások
A vasútállomáshoz az alábbi állomások vannak a legközelebb:
- Stazione di Strambino
- Stazione di Borgofranco